# Rent Is Too Damn High Party

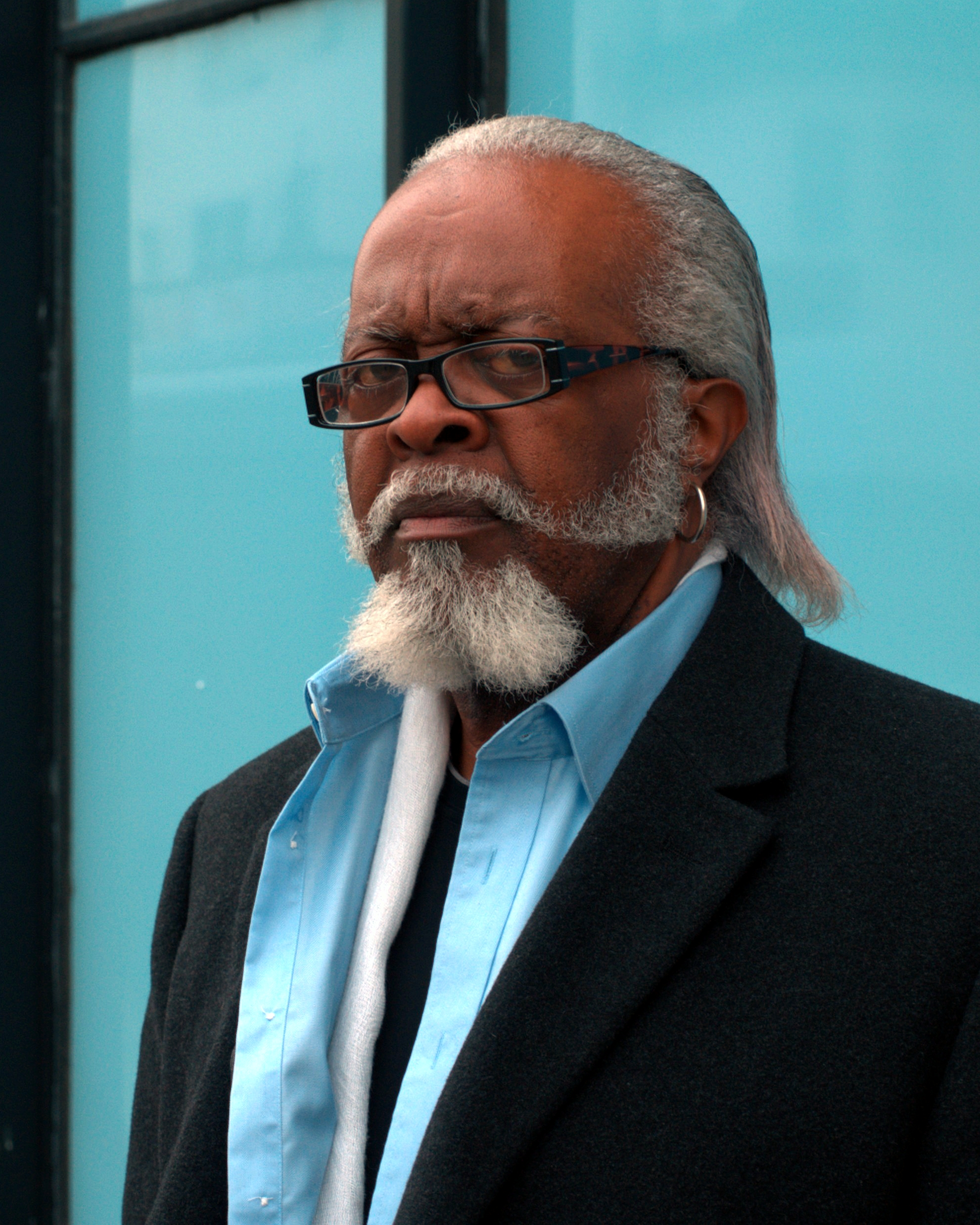
Partijleider Jimmy McMillan

De Rent Is Too Damn High Party (Nederlands: de Huur is te verdomd hoog-partij) is een Amerikaanse politieke partij uit de staat New York. Volgens de partij leggen de hoge huurprijzen in New York City (gemiddeld 3000 dollar per maand voor een eenkamerappartement in Manhattan) een grote druk op het besteedbaar inkomen van de inwoners van de stad. Hoewel in naam een one-issuepartij, beweert de partij dat door het verlagen van de huren in korte tijd 3 tot 6 miljoen banen gecreëerd kunnen worden. Tevens is de partij voorstander van een energie-onafhankelijk New York en het aantrekken van industriële activiteiten.
Oprichter Jimmy McMillan deed met de partij een gooi naar het burgemeesterschap van de stad New York in 2005, 2009 en 2013. In 2010 kreeg hij als kandidaat voor het gouverneurschap van de staat New York ruim 40.000 stemmen.